# Angolské letectvo
Força Aérea Nacional (Národní letecké síly, zkratkou FAN) je letectvo ozbrojených sil Angoly.
Vzniklo 21. ledna 1976 pod názvem Força Aérea Popular de Angola/Defesa Aérea e Antiaérea ("Lidové vzdušné síly Angoly/vzdušná a protivzdušná obrana", zkratkou FAPA/DAA) na základě části strojů a pozemní infrastruktury bývalé 2. letecké oblasti (Angola a Svatý Tomáš a Princův ostrov) Portugalského letectva, zanechaných na území Angoly poté, co země získala nezávislost na Portugalsku. Pod sovětským a kubánským vlivem následně FAPA/DAA přijala organizační strukturu a výzbroj po vzoru zemí Varšavského paktu. V roce 2007 změnilo angolské letectvo oficiálně svůj název na "Força Aérea Nacional".

## Historie
Angola získala nezávislost na Portugalsku 11. listopadu 1975. Počátky angolského letectva sahají ještě před zisk nezávislosti do okamžiku, kdy byly letecké síly založeny v Luandě členy Angolského leteckého klubu (portugalsky: Aeroclube de Angola) v říjnu 1975. Tito lidé a pozůstatky po portugalském letectvu vytvořili základ angolského letectva. První várka sovětských stíhaček MiG byla dodána v polovině prosince 1975. Oficiálně bylo angolské letectvo založeno dne 21. ledna 1976 pod názvem Lidové angolské letectvo či Letecká a protiletecká obrana, zkratka FAPA nebo DAA (portugalsky: Força Aérea Popular de Angola, Defesa Aérea e Antiaérea).
V 80. letech 20. století se příslušníci angolského letectva několikrát střetli s jihoafrickým letectvem. Došlo k tomu v listopadu 1981, v říjnu 1982 a dvakrát v září 1987.

## Přehled letecké techniky
Tabulka obsahuje přehled letecké techniky Angolského letectva podle Flightglobal.com.
| Název                          | Fotografie     | Původ              | Určení                          | Verze            | V aktivní službě | Poznámky                     |                |
| Bojové letouny                 | Bojové letouny | Bojové letouny     | Bojové letouny                  | Bojové letouny   | Bojové letouny   | Bojové letouny               | Bojové letouny |
| ------------------------------ | -------------- | ------------------ | ------------------------------- | ---------------- | ---------------- | ---------------------------- | -------------- |
| Embraer EMB 314 Super Tucano   |                | Brazílie           | lehký bojový letoun             | A-29             | 6                |                              |                |
| MiG-21                         |                | Sovětský svaz      | stíhací letoundvoumístný letoun | MiG-21MF MiG-21U | 20 3             |                              |                |
| MiG-23                         |                | Sovětský svaz      | stíhací letoun                  | MiG-23ML         | 22               |                              |                |
| Suchoj Su-22                   |                | Sovětský svaz      | stíhací bombardér               | Su-22M4          | 14               |                              |                |
| Suchoj Su-25                   |                | Sovětský svaz      | bitevní letoun                  | Su-25K           | 12               |                              |                |
| Suchoj Su-30                   |                | Sovětský svaz      | víceúčelový stíhací letoun      |                  | 12               |                              |                |
| Speciální letouny              |                |                    |                                 |                  |                  |                              |                |
| CASA C-212 Aviocar             |                | Španělsko          | námořní hlídkový letoun         |                  | 4                |                              |                |
| Dopravní a transportní letouny |                |                    |                                 |                  |                  |                              |                |
| Antonov An-12                  |                | Sovětský svaz      | těžký transportní letoun        |                  | 8                |                              |                |
| Antonov An-26                  |                | Sovětský svaz      | taktický transportní letoun     |                  | 1                |                              |                |
| Antonov An-30/32               |                | Sovětský svaz      | taktický transportní letoun     |                  | 5                |                              |                |
| Antonov An-72/74               |                | Sovětský svaz      | transportní letoun              |                  | 6                |                              |                |
| CASA C-212 Aviocar             |                | Španělsko          | lehký dopravní letoun           |                  | 1                |                              |                |
| Iljušin Il-76                  |                | Sovětský svaz      | těžký transportní letoun        |                  | 7                |                              |                |
| Jakovlev Jak-40                |                | Sovětský svaz      | dopravní letoun                 |                  | 1                |                              |                |
| Vrtulníky                      |                |                    |                                 |                  |                  |                              |                |
| AgustaWestland AW139           |                | Evropská unie      | užitkový vrtulník               |                  | 4                |                              |                |
| AgustaWestland AW109           |                | Evropská unie      | užitkový vrtulník               |                  | 2                | 4 objednáno                  |                |
| Bell 212                       |                | USA                | užitkový vrtulník               |                  | 9                |                              |                |
| Mil Mi-8/17/171                |                | Sovětský svazRusko | transportní vrtulník            |                  | 66               |                              |                |
| Mil Mi-24                      |                | Sovětský svaz      | bitevní vrtulník                | Mi-25Mi-35       | 510              |                              |                |
| SA316 Alouette III             |                | Francie            | užitkový vrtulník               |                  | 20               |                              |                |
| SA342 Gazelle                  |                | Francie            | průzkumný vrtulník              | SA 342M          | 8                |                              |                |
| Cvičná letadla                 |                |                    |                                 |                  |                  |                              |                |
| Hongdu K-8 Karakorum           |                | Čína               | cvičný letoun                   |                  | 12               | dodávky ukončeny v roce 2021 |                |
| Aero L-29 Delfín               |                | Československo     | cvičný letoun                   |                  | 6                |                              |                |
| Aero L-39 Albatros             |                | Československo     | cvičný letoun                   |                  | 4                |                              |                |
| Embraer EMB 312 Tucano         |                | Brazílie           | cvičný letoun                   |                  | 12               |                              |                |
| Pilatus PC-7                   |                | Švýcarsko          | cvičný letoun                   |                  | 22               |                              |                |
| Pilatus PC-9                   |                | Švýcarsko          | cvičný letoun                   |                  | 4                |                              |                |
|                                |                |                    |                                 |                  |                  |                              |                |